# Lamprochrysa
Lamprochrysa is een geslacht van vlinders van de familie venstervlekjes (Thyrididae).

## Soorten
- L. amata (Druce, 1910)
- L. scintillans (Butler, 1893)
- L. triplex (Plötz, 1880)